# Clariola
Clariola är ett släkte av tvåvingar. Clariola ingår i familjen rovflugor.
Kladogram enligt Catalogue of Life:
| Clariola | \| \| Clariola cyaneithorax \| \| \| \| \| \| Clariola luteiventris \| \| \| \| \| \| Clariola pipunculoides \| \| \| \| \| \| Clariola pulchra \| \| \| \| \| \| Clariola unicolor \| \| \| \| |
|          | \| \| Clariola cyaneithorax \| \| \| \| \| \| Clariola luteiventris \| \| \| \| \| \| Clariola pipunculoides \| \| \| \| \| \| Clariola pulchra \| \| \| \| \| \| Clariola unicolor \| \| \| \| |
|          | Clariola cyaneithorax |
|          | |
|          | Clariola luteiventris |
|          | |
|          | Clariola pipunculoides |
|          | |
|          | Clariola pulchra |
|          | |
|          | Clariola unicolor |
|          | |